# Art martial externe
 (mars 2008).
Si vous disposez d'ouvrages ou d'articles de référence ou si vous connaissez des sites web de qualité traitant du thème abordé ici, merci de compléter l'article en donnant les références utiles à sa vérifiabilité et en les liant à la section « Notes et références ».
Les arts martiaux externes (ou formes externes) sont qualifiés de pratiques « dures », c’est-à-dire au mode physique agressif. On les oppose aux dites formes internes qui préconisent d'éviter l'opposition frontale et insistent sur la supériorité de la souplesse.

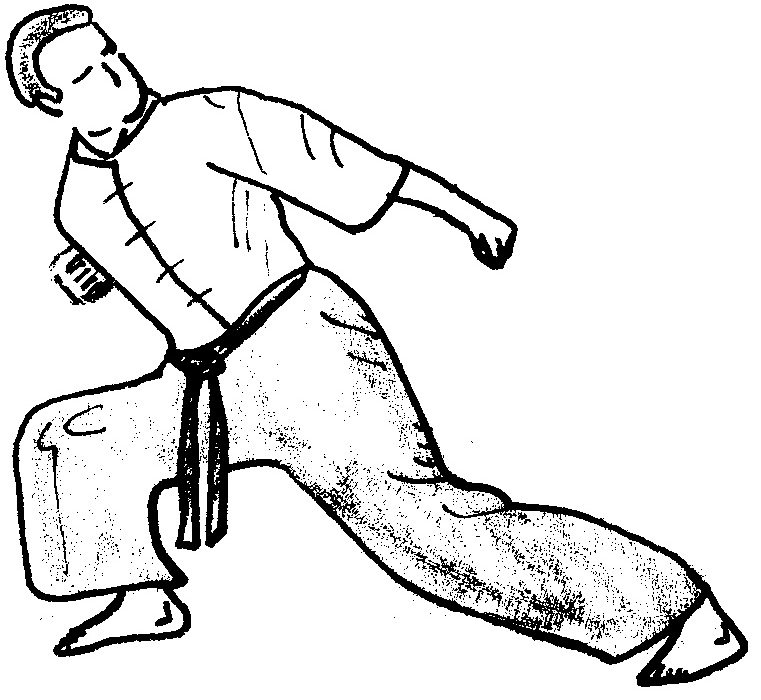
Forme dure (ici un blocage déviant) en bando